# LHFPL2
LHFPL2 (англ. LHFPL tetraspan subfamily member 2) – білок, який кодується однойменним геном, розташованим у людей на короткому плечі 5-ї хромосоми. Довжина поліпептидного ланцюга білка становить 228 амінокислот, а молекулярна маса — 24 486.
| 10         |  | 20         |  | 30         |  | 40         |  | 50         |
| ---------- |  | ---------- |  | ---------- |  | ---------- |  | ---------- |
| MCHVIVTCRS |  | MLWTLLSIVV |  | AFAELIAFMS |  | ADWLIGKARS |  | RGGVEPAGPG |
| GGSPEPYHPT |  | LGIYARCIRN |  | PGVQHFQRDT |  | LCGPYAESFG |  | EIASGFWQAT |
| AIFLAVGIFI |  | LCMVALVSVF |  | TMCVQSIMKK |  | SIFNVCGLLQ |  | GIAGLFLILG |
| LILYPAGWGC |  | QKAIDYCGHY |  | ASAYKPGDCS |  | LGWAFYTAIG |  | GTVLTFICAV |
| FSAQAEIATS |  | SDKVQEEIEE |  | GKNLICLL   |  |            |  |            |

A: Аланін

C: Цистеїн

D: Аспарагінова кислота

E: Глутамінова кислота

F: Фенілаланін

G: Гліцин

H: Гістидин

I: Ізолейцин

K: Лізин

L: Лейцин

M: Метіонін

N: Аспарагін

P: Пролін

Q: Глутамін

R: Аргінін

S: Серин

T: Треонін

V: Валін

W: Триптофан

Задіяний у такому біологічному процесі, як поліморфізм. 
Локалізований у мембрані.